# Bostrichoidea
Bostrichoidea – nadrodzina chrząszczy z podrzędu wielożernych (Polyphaga) i infrarzędu Bostrichiformia. W języku polskim bywają określane jako kapturnikokształtne, jednak nazwa ta jest nieścisła i bywa odnoszona także do infrarzędu Bostrichiformia.

## Systematyka
W klasycznym ujęciu do nadrodzina ta była jedną z dwóch w infrarzędzie Bostrichiformia i obejmowała 5, nie zawsze takich samych, rodzin:
- Nosodendridae Erichson, 1846 – skałubnikowate[4][1]
- Dermestidae Latreille, 1804 – skórnikowate[1][4]
- Endecatomidae LeConte, 1861[4] – lub jako podrodzina kapturnikowatych[1]
- Bostrichidae Latreille, 1802 – kapturnikowate[1][4]
- Ptinidae Latreille, 1802 – pustoszowate[1], lub traktowane jako podrodzina pustoszowatych[4]
- Anobiidae Fleming, 1821 – kołatkowate[1].

Współcześni autorzy wynieśli jednak Derodontoidea do rangi infrarzędu Dendrodontiformia, przenosząc do niego skałubnikowate. Ponadto obniżona została ranga rodziny kołatkowatych do rangi podrodziny Anobiinae w rodzinie pustoszowatych. Obecnie wyróżnia się więc tylko 4 rodziny:
- Dermestidae Latreille, 1804 – skórnikowate
- Endecatomidae LeConte, 1861
- Bostrichidae Latreille, 1802 – kapturnikowate
- Ptinidae Latreille, 1802 – pustoszowate